# Вычисления в реальном времени
Вычисления в реальном времени — класс задач, решаемых в рамках теории алгоритмов и впервые рассмотренных Хисао Ямадой в 1962 году. Обычно задачи формулируются в терминах абстрактных вычислителей, таких как машина Тьюринга или машина Поста, и связаны с исследованиями свойств монотонно возрастающих функций {\displaystyle U(n)}, для которых существует генератор последовательностей выходных символов, печатающих на {\displaystyle j}-м такте работы на ленте {\displaystyle 1}, если {\displaystyle U(i)=j} для некоторого {\displaystyle i}, и {\displaystyle 0} в противном случае. Такие функции называются «вычислимыми в реальное время».
Решения подобных задач могут использоваться в качестве теоретического базиса для доказательства корректности и эффективности алгоритмов, используемых в системах реального времени.